# مجموعه الف برکه‌های گیاهدان۱
مجموعه الف برکه‌های گیاهدان۱ مربوط به دوره پهلوی است و در شهرستان قشم، بخش مرکزی، روستای گیاهدان واقع شده و این اثر در تاریخ ۲۷ مرداد ۱۳۸۲ با شمارهٔ ثبت ۹۵۴۶ به‌عنوان یکی از آثار ملی ایران به ثبت رسیده است.